# HMS Grenville (R97)
HMS Grenville (R97/F197) là một tàu khu trục lớp U, là chiếc tàu chiến thứ hai của Hải quân Hoàng gia mang cái tên này. Nó là soái hạm khu trục dẫn đầu Chi hạm đội Khẩn cấp Chiến tranh 7, được Hải quân Hoàng gia Anh Quốc chế tạo trong Chương trình Khẩn cấp Chiến tranh để phục vụ trong Chiến tranh Thế giới thứ hai. Grenville sống sót qua cuộc chiến tranh, được cải biến thành một tàu frigate nhanh chống tàu ngầm Kiểu 15 vào năm 1953 với ký hiệu lườn mới F197, và tiếp tục phục vụ cho đến khi ngừng hoạt động năm 1974 và bị tháo dỡ năm 1983.

## Thiết kế và chế tạo
Grenville được chế tạo tại xưởng tàu của hãng Swan Hunter and Wigham Richardson Ltd. ở Wallsend-on-Tyne. Nó được đặt lườn vào ngày 1 tháng 11 năm 1941; được hạ thủy vào ngày 12 tháng 10 năm 1942 và nhập biên chế cùng Hải quân Hoàng gia vào ngày 27 tháng 5 năm 1943. Là một soái hạm khu trục, nó tuân theo truyền thống được đặt theo tên những nhà chỉ huy hải quân nổi bật, lần này là Phó đô đốc Richard Grenville, nhà chỉ huy hải quân thời Elizabeth I.

## Lịch sử hoạt động

### Thế Chiến II
Vào cuối tháng 8 năm 1943, Grenville cùng với tàu khu trục Canada HMCS Athabaskan hình thành nên lực lượng bảo vệ cho cuộc càn quét chống tàu ngầm của Đội hỗ trợ Canada 5 ngoài khơi phía Tây Bắc Tây Ban Nha. Các con tàu này bị 18 máy bay ném bom Dornier Do 217 tấn công sử dụng kiểu bom lượn Henschel Hs293 A-1. Athabaskan bị hư hại nặng và tàu xà-lúp HMS Egret bị đánh chìm với tổn thất 194 trong số thành viên thủy thủ đoàn. Sau sự kiện này, các cuộc săn tìm tàu ngầm U-boat bị hủy bỏ. Trong tháng 9 và tháng 10, nó tham gia một loạt các cuộc càn quét chống tàu vượt phong tỏa dọc theo bờ biển nước Pháp trong khuôn khổ Chiến dịch Tunnel.
Vào ngày 4 tháng 10, Grenville can dự vào một cuộc đụng độ với tàu khu trục đối phương, nơi nó bị bắn trúng và chịu đựng một số thương vong. Đến cuối tháng 10, trong một đợt càn quét khác chống vượt phong tỏa, nó đã cùng tàu tuần dương HMS Charybdis và các tàu khu trục khác tham gia Trận Sept-Îles ngoài khơi bờ biển Brittany, nơi Charybdis cùng với tàu khu trục lớp Hunt HMS Limbourne bị các tàu phóng lôi lớp Elbing đánh chìm. Đến tháng 11, nó gia nhập Chi hạm đội Khu trục 24 trong thành phần Hạm đội Địa Trung Hải. Tại đây, nó đã hỗ trợ cho Chiến dịch Shingle, cuộc đổ bộ của lực lượng Đồng Minh lên Anzio, đánh chìm một tàu khu trục và một tàu phóng lôi E-boat cũng như phá hủy một đoàn tàu hỏa gần San Giorgio di Nogaro trên bờ biển Adriatic. Vào ngày 3 tháng 12, nó được lệnh tiếp nhiên liệu, và đã đi đến ngay sau khi diễn ra cuộc Không kích Bari, nơi xảy ra một thảm họa nhiễm độc khí mù tạc rò rỉ từ một tàu chở hàng bị trúng bom.
Vào tháng 5 năm 1944, Grenville quay trở về Anh, và đến tháng 6 đã tham gia Chiến dịch Neptune, cuộc đổ bộ của lực lượng Đồng Minh lên Normandy. Đến cuối năm 1944, sau khi được tái trang bị tại Humber, nó lên đường đi sang Ấn Độ Dương để tham gia các hoạt động chống Nhật Bản. Vào tháng 1 năm 1945, nó cùng ba tàu khu trục lớp U khác hình thành nên Chi hạm đội Khu trục 26, hộ tống cho lực lượng tàu sân bay Anh thuộc Lực lượng Đặc nhiệm 63 vốn sẽ trở thành Hạm đội Thái Bình Dương. Sau các cuộc không kích lên các căn cứ của quân Nhật tại Sumatra, Lực lượng Đặc nhiệm 63 lên đường đi Okinawa ngang qua Sydney, Australia, nơi họ không kích các sân bay Nhật Bản hỗ trợ cho Chiến dịch Iceberg tức Trận Okinawa. Sau đó nó tham gia các cuộc không kích cuối cùng lên chính quốc Nhật Bản.

### Sau chiến tranh

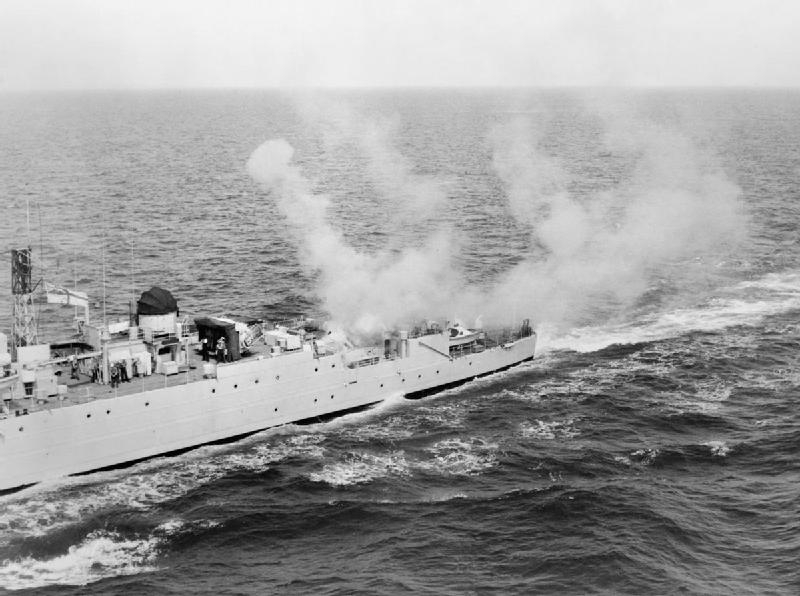
Grenville đang bắn pháo cối chống tàu ngầm Limbo sau khi được cải biến thành một tàu frigate.

Grenville được sử dụng như một tàu mục tiêu huấn luyện không quân vào tháng 10 năm 1951. Nó va chạm với chiếc tàu Ý Alceo ngoài khơi Start Point, Devon; ba thành viên thủy thủ đoàn đã thiệt mạng và bốn người khác mất tích trong tai nạn này. Trong những năm 1953-1954, nó được cải biến rộng rãi và tái vũ trang thành một tàu frigate Kiểu 15. Từ năm 1955 đến năm 1958, nó là soái hạm của Hải đội Huấn luyện 2. Con tàu sau đó được trang bị một cột ăn-ten thứ ba mang kiểu radar dò tìm không trung thử nghiệm trước khi được đưa vào hoạt động tác chiến chính thức trên lớp tàu sân bay Invincible.
Grenville đã tham gia Ngày Hải quân tại Portsmouth năm 1967; rồi lại có mặt trong Ngày Hải quân tại Portsmouth năm 1970 khi nó là một tàu thử nghiệm vũ khí mặt biển. Grenville được cho ngừng hoạt động vào năm 1974 và bị bỏ không tại Portsmouth trước khi bị tháo dỡ vào năm 1983.